# Radio Video
Radio Video es un EP de Royal Trux. Fue lanzado el 17 de enero del 2000 en formato de vinilo de 12'' (un solo lado) y CD por Drag City.

## Lista de canciones
Todas las canciones fueron escritas por Neil Hagerty y Jennifer Herrema.
1. "The Inside Game" – 3:42
2. "Victory Chimp: Episode 3" – 4:37
3. "Dirty Headlines" – 3:27
4. "Mexican Comet" – 1:37
5. "On My Mind" – 3:24